# Mordella bicoloriceps
Mordella bicoloriceps es una especie de coleóptero de la familia Mordellidae.

## Distribución geográfica
Habita en Brasil.